# Kenneth D. Cameron
Pour les articles homonymes, voir Cameron.
Kenneth Donald Cameron dit Ken Cameron est un astronaute américain né le 20 novembre 1949.

## Vols réalisés
- 5 avril 1991 : Atlantis (STS-37)
- 8 avril 1993 : Discovery (STS-56)
- 12 novembre 1995 : Atlantis (STS-74)